# Molophilus serpentiger
Molophilus serpentiger är en tvåvingeart som beskrevs av Edwards 1938. Molophilus serpentiger ingår i släktet Molophilus och familjen småharkrankar. Arten är reproducerande i Sverige. Inga underarter finns listade i Catalogue of Life.